# Jason Williams (Basketballspieler, 1983)
Jason James Williams (* 17. November 1983 in Marrero, Louisiana) ist ein US-amerikanischer Basketballspieler. In der NCAA war er von 2003 bis 2006 für die Mannschaft der University of Texas at El Paso aktiv, wobei er im Dezember 2005 während des Trainings einem Mitspieler den Kiefer gebrochen hatte. Von 2006 bis 2009 war er in der israelischen Ligat ha’Al aktiv, wo er nach zwei Jahren bei Bnei haScharon zu Maccabi Tel Aviv und im Folgejahr zu Ironi Naharija wechselte. Dort blieb er jedoch nur kurz und ging stattdessen nach Italien, um für MiroRadici Finance Vigevano in der zweiten Liga zu spielen. Es folgten 2010 und 2011 Wechsel innerhalb der Liga zu Snaidero Udine bzw. Assi Basket Ostuni.